# Ugarit

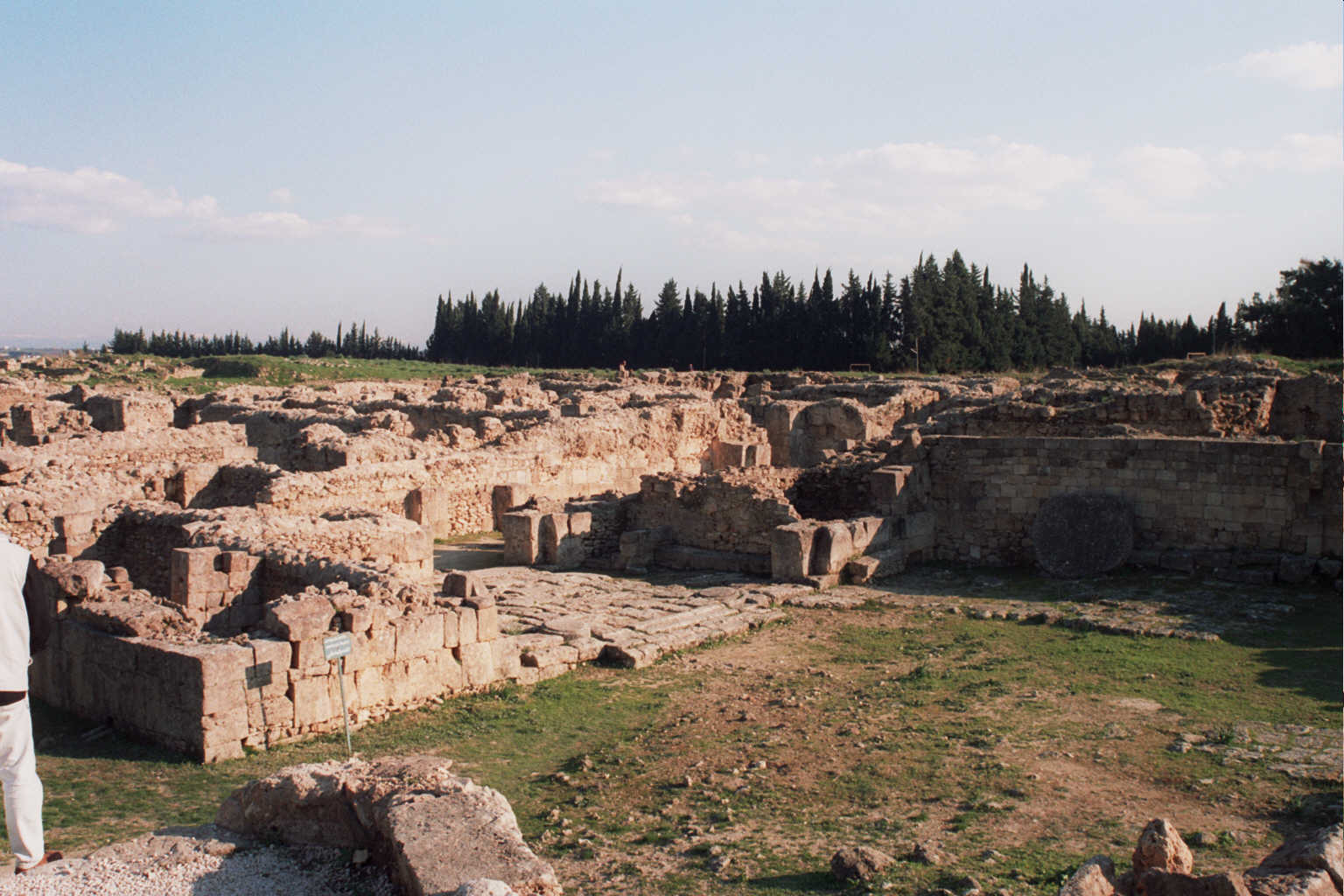
De utgrävda ruinerna i Ugarit

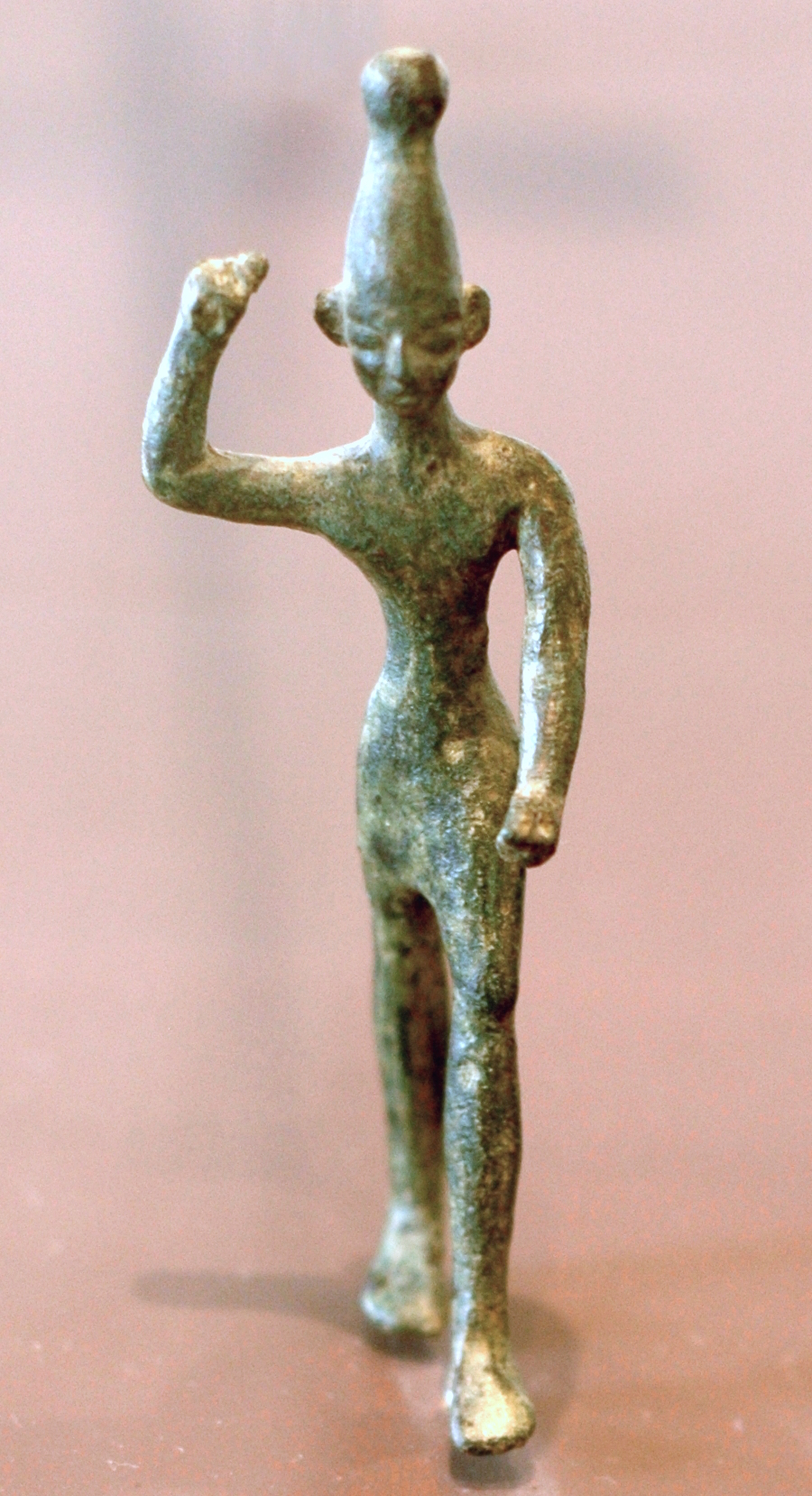
Baalfigur i brons från Ugarit (cirka 1200 f.Kr.)

Staden Ugarit vid den nordsyriska kusten, i dag ruinfältet Ras Shamra, utgjorde medelpunkten för en liten statsbildning med västsemitisk befolkning och västsemitiskt språk. Som hamnstad var Ugarit dock öppen för främmande inflytande från länderna däromkring. Om Ugarits historia är inte mycket mera känt än att dess konung blev vasall till hettitkonungen Suppiluliuma.
Stor litterär betydelse anses fyndet av en mängd lertavlor med kilskrift i ett tempelbibliotek ha. Den ugaritiska litteraturen omfattar ugaritiska mytologiska texter, gudaepos på ugaritiska och är från 1400- och 1200-talen f.Kr. Till sin inre uppbyggnad är den ugaritiska skriften en bokstavsskrift med bara 30 tecken. Här har vi det äldsta exemplet på en alfabetisk skrift från Främre Orienten. Fynd visar att det semitiska bokstavsalfabetet och den radföljd som de europeiska alfabetena sedan ärvt användes redan av ugariterna.
Ugarit var en rik stad som grundade sig på handeln med omvärlden. Hit förde den väg som ledde från Babylon utmed Eufrat till Medelhavet. Från hamnen seglade skeppen till Cypern och Kreta, till Turkiets sydkust och längs Kanaans kust till Egypten. Man förstår väl att inflytande från alla dessa regioner gjorde sig förnimbar i Ugarits konst och kultur. Tydligast ser man detta på att man vid sidan av ugaritiska och babyloniska funnit kilskrifter på hettitiska och hurritiska liksom egyptiska texter samt också stavelseskrift från Cypern och hettitiska hieroglyfer.

## Utgrävningar av Tell Ras esh-Shamra
På Syriens medelhavskust norr om hamnstaden Latakia gjordes 1928 uppseendeväckande arkeologiska fynd. Året efter började utgrävningarna under ledning av den franske professorn Claude F.A. Schaeffer av en stor kulle 1200 m inåt land som sedan gammalt kallades Tell Ras esh-Shamra (i dag Ras Shamra) och som visades dölja resterna av den för mer än tretusen år sedan förstörda feniciska staden Ugarit. Efter keramikfyndens form och ornamentering uppskattar man att området hade sin guldålder mellan 1400 och 1200 f.Kr. Kullen var en upp till arton meter hög ruinhög som täckte ett område om tjugo hektar. Mellan två tempel varav det ena var vigt åt guden Baal och det andra åt guden Dagon grävdes förnämliga köpmanshus fram. Invånarnas gravar låg under husens golv. Den mest imponerande byggnaden måste ha varit det kungliga palatset. Vidare grävde man ut stadens hamn med kontor och lagerhus. I ruinerna låg hundratals med keramikskärvor, kannor och kärl. Däribland fanns även några utländska föremål som importerats från Cypern, Kreta eller de grekiska öarna. Utformningen av bronsyxor och askar för kosmetika av elfenben visade kontakter med Egypten. Där fanns också små bilder och amuletter av Astarte av både lera och guld. Hennes symboler är ormar och duvor, i Orienten berömda för sin fruktbarhet. Även en byggnad som tillhört översteprästen i Ugarit grävdes fram. Denne ägde ett ståtligt bibliotek innehållande en mängd välbevarade lertavlor med kilskrift. Språket på tavlorna kallade man ugaritiska. Det finns mer än 1500 tavlor med ugaritisk skrift och därutöver många på babyloniska. Vidare har man funnit texter på andra språk från de regioner man haft handelsförbindelser med.

## Världsarv
Ugarit är medtaget på listan över nominerade världsarv i Syrien under benämningen Ugrarit (Tell Shamra).